# Вон, Питер
Питер Вон (англ. Peter Vaughan; 4 апреля 1923 — 6 декабря 2016) — английский актёр, известный по множеству ролей второго плана в  британских фильмах и телесериалах. Также много работал и на сцене..

## Биография
В 1997 году был номинирован на RTS Television Award и премию BAFTA за лучшую мужскую роль в девятисерийном фильме «Наши друзья на севере».
Был дважды женат, в первый раз на Билли Уайтлоу. Его вторая жена — актриса Лилиан Уолкер.  Падчерица Вона — Виктория Бертон, актриса и продюсер.

## Фильмография
- 1956 — Байки из Сохо — тюремный священник (1 эпизод)
- год в кино|1958}} — Приключения Бена Ганна — сержант Хокстон (2 эпизода)
- 1958 — Mary Britten, M.D. (1 эпизод)
- 1959 — 39 степеней — 2-й констебль полиции
- 1959 — Сапфир — детектив Уайтхед
- 1959 — Запрос Интерпола — инспектор (1 эпизод)
- 1959 — ITV Телетеатр — охранник (2 эпизода)
- 1960 — Человек из Интерпола — Карл (1 эпизод)
- 1960 — Странствующий рыцарь — Джеймс Эггертон (1 эпизод)
- 1960 — Крайний срок — полночь — Джо Данн (1 эпизод)
- 1960 — Заверните мне норку — полицейский в машине
- 1958—1960 — Boyd Q.C. (2 эпизода)
- 1960 — Деревня проклятых — П.С. Гобби
- 1961 — Двое живых и один мёртвый[англ.]
- 1961 — Три провода (2 эпизода)
- 1961 — Совершенно секретно — ведущий (1 эпизод)
- 1961 — A Chance of Thunder (1 эпизод)
- 1961 — The Court Martial of Major Keller
- 1962 — The Cheaters (1 эпизод)
- 1962 — Оливер Твист — Билл Сайкс (10 эпизодов)
- 1962 — I Thank a Fool
- 1962 — Ричард Львиное Сердце (1 эпизод)
- 1962 — Агент дьявола — шеф венгерской полиции
- 1960—1962 — No Hiding Place (4 эпизода)
- 1963 — The Punch and Judy Man
- 1963 — Dimensions of Fear
- 1963 — Диснейленд — сержант полиции (2 эпизода)
- 1963 — Победители — полицейский
- 1963 — Фестиваль (1 эпизод)
- 1964 — Smokescreen
- 1964 — Крейн — Макс Годдард (1 эпизод)
- 1964 — Шпионаж — Уоринг (1 эпизод)
- 1964 — Театр в кресле — сержант Бартоншоу (1 эпизод)
- 1964 — The Saint (1 эпизод)
- 1965 — Умри, дорогая — Гарри
- 1965 — Сгнивший насквозь — сэр Генри Капелл
- 1965 — Стучись в любую дверь (1 эпизод)
- 1966 — Dixon of Dock Green — инспектор Гордон (1 эпизод)
- 1966 — Coronation Street (1 эпизод)
- 1959—1966 — ITV Пьеса недели — Энтони Селлман
- 1966 — Прежде, чем они поймают нас — Йоман (1 эпизод)
- 1966 — Наш человек в Сан-Марко — Преподобный Джон Спенсер
- 1963—1966 — Театр в кресле — Бясс(2 эпизода)
- 1966 — Открытый глаз — Фаулер (1 эпизод)
- 1966 — Адам Адамант жив! — доктор Норт (1 эпизод)
- 1966 — Информатор — Дэвид Дженнер (2 эпизода)
- 1967 — Большие надежды — адвокат Джеггерс (7 эпизодов)
- 1967 — This Way for Murder (ТВ мини-сериал)
- 1967 — Театр 625 — Эрнст Тоглер (1 эпизод)
- 1967 — Обнажённый беглец — Слэттери
- 1967 — Человек из леса — Николай Волков
- 1967 — Призрачный мир — Дензел Хогг
- 1967 — Человек в чемодане — Феликс Де Бург (1 эпизод)
- 1968 — Пушка Бофора — Сержант Уолкер
- 1968 — Эксперт — Ричард Толлер (1 эпизод)
- 1968 — Молотоголовый — Молотоголовый
- 1968 — A Twist of Sand — Йоханн
- 1968 — Остров сокровищ — Джон Сильвер (неизвестные эпизоды, 1968)
- 1969 — A Taste of Excitement
- 1969 — Мстители — д-р Ягер (1 эпизод)
- 1969 — Альфред Великий — Бурруд
- 1969 — Золотые грабители — Крэдок (13 эпизодов)
- 1969 — Рандалл и (покойный) Хопкирк — Джеймс Ховарт(1 эпизод)
- 1969 — Странный отчёт (1 эпизод)
- 1968—1970 — Пьеса среды (3 эпизода)
- 1970 — Свидетель — Пол Граззини
- 1970 — Большой брат — Джон Кливеден (1 эпизод)
- 1971 — Соперники Шерлока Холмса — Хорас Доррингтон (2 эпизода)
- 1971 — Соломенные псы — Том Хедден
- 1971 — Сыщики-любители экстра класса — Лэнс Шуберт (1 эпизод)
- 1972 — Флейтист-крысолов — Бишоп
- 1972 — Выхода нет — Калдер (1 эпизод)
- 1972 — Дикий мессия — музейный сторож
- 1972 — A Warning to the Curious (ТВ)
- 1973 — The Return
- 1973 — The Adventurer (1 эпизод)
- 1973 — Madigan (1 эпизод)
- 1973 — Thirty-Minute Theatre (1 эпизод)
- 1973 — Триллер — Андерсон (1 эпизод)
- 1973 — The Blockhouse
- 1973 — Человек-макинтош — Бранскилл
- 1973 — Glorious Miles (ТВ)
- 1973 — Black and Blue (1 эпизод)
- 1973 — The Protectors (1 эпизод)
- 1973 — Репрессалии — генерал Альберт Кессерлинг
- 1974 — Intimate Reflections
- 1974 — Зодиак — Ричард Мейд (1 эпизод)
- 1974 — Падение орлов — Извольский (1 эпизод)
- 1974 — Симптомы — Брэди
- 1974 — The Pallisers (1 эпизод)
- 1974 — Похитители бриллиантов — Коглин
- 1974 — Бухта Малахи — мистер Ганлифф
- 1974—1975 — Harte 10 (3 эпизода)
- 1975 — Against the Crowd (неизвестные эпизоды)
- 1975 — The Sweeney (1 эпизод)
- 1976 — Жизнь и смерть Пенелопы — Сэр Джордж Картрайт (1 эпизод)
- 1974—1977 — Porridge (4 эпизода)
- 1977 — Филби, Берджесс и Маклин (ТВ) — начальник Филби
- 1977 — Валентино — Рори O’Нил
- 1978 — The Doombolt Chase — лейтенант Хартфилд (6 эпизодов)
- 1978 — ITV: Театр — Гарольд Пред (1 эпизод)
- 1978 — Freedom of the Dig (ТВ)
- 1978 — Премьера (1 эпизод)
- 1979 — Известная история из жизни короля Генриха VIII (ТВ) — Гардинер, епископ Винчестера
- 1979 — Crown Court (1 эпизод)
- 1979 — Рассвет зулусов — квартирмейстер Блумфилд
- 1979 — The Danedyke Mystery (4 эпизода)
- 1979 — Porridge
- 1977—1979 — Гражданин Смит — Чарли Джонсон (14 эпизодов)
- 1980 — The Crucible (ТВ)
- 1980 — Фокс — Билли Фокс (7 эпизодов)
- 1981 — Shelley (1 эпизод)
- 1981 — Бандиты времени — Уинстон
- 1981 — Женщина французского лейтенанта — мистер Фриман
- 1981 — Уинстон Черчилль: Дикие годы (ТВ мини-сериал) — Томас Инскип
- 1981 — Театр BBC2 — м-р Хью Питер (2 эпизода)
- 1982 — Побег изо льдов — Белов
- 1983 — Таверна «Ямайка» (ТВ) — сквайр Бассет
- 1984 — Пьеса дня — Лес Стоун (1 эпизод)
- 1984 — Острие бритвы — Маккензи
- 1984 — Запретная любовь — майор Стофелл
- 1985 — Бразилия — мистер Хелпманн
- 1985 — Холодный дом — Талкинхорн (2 эпизода)
- 1985 — Глаза кошек (1 эпизод) — Вудбридж
- 1986 — Грехи (ТВ мини-сериал) — главный обвинитель
- 1986 — Дом тайн и подозрений Хаммера (1 эпизод)
- 1986 — Медовый месяц с призраками — Фрэнсис Эббот-старший
- 1986 — Монте-Карло (ТВ) — Пабст
- 1986 — Season’s Greetings (ТВ) — Харви
- 1987 — Our Geoff (ТВ)
- 1987 — Когда мы поженимся (ТВ)
- 1987 — Harry’s Kingdom (ТВ)
- 1987 — От побережья к побережью (ТВ)
- 1988 — Кодовое имя: Кирил(ТВ) — Станов
- 1988 — Тайна личности Борна (ТВ) — Фриц Кёниг
- 1988 — Гейм, сет и матч (телесериал) — Дэвид Кимбер-Хатчинсон (неизвестные эпизоды)
- 1988 — Война и воспоминание — бригадный генерал Курт Зельцер (2 эпизода)
- 1989 — Countdown to War (ТВ)
- 1989 — Under a Dark Angel’s Eye (ТВ мини-сериал)
- 1990 — Лунные горы
- 1990 — Быстрее ветра — капитан
- 1990—{{год в кино|1991 — Законник — Том Франклин (12 эпизодов)
- 1991 — Архив Шерлока Холмса — Джон Тёрнер (1 эпизод)
- 1991 — Узник чести (ТВ) — генерал Мерсер
- 1991 — Благодеяние(1 эпизод)
- 1992 — Chillers (1 эпизод)
- 1992 — Lovejoy (1 эпизод)
- 1993 — Nightingales (1 эпизод)
- 1993 — Circle of Deceit (ТВ)
- 1993 — Дух тьмы (ТВ)
- 1993 — На исходе дня — Уильям Стивенс
- 1994 — Смерть в одуванчиках (ТВ мини-сериал) — д-р Хинкс
- 1994 — Самое неприятное убийство — Доверсон (1 эпизод)
- 1994 — Фатерлянд (ТВ) — Оберстгруппенфюрер Артур Небе
- 1994 — Одного поля ягода Монти (1 эпизод)
- 1995 — Путешествия Оливера (ТВ мини-сериал) — Дилейни
- 1995 — Хор (ТВ мини-сериал) — Фрэнк Энсворт
- 1996 — The Moonstone (ТВ)
- 1996 — Наши друзья на Севере[англ.] — Феликс Хатчинсон (8 эпизодов)
- 1996 — Секретный агент — кучер
- 1996 — Суровое испытание — Джилс Кори
- 1997 — Лицо — Сонни
- 1997 — Лунный камень — Габриэль Бэттэридж
- 1998 — Хороший сын — Майк Дойл
- 1998 — Наш общий друг[англ.] — мистер Боффин
- 1998 — Отверженные — епископ
- 1998 — Легенда о пианисте — Попс, владелец магазина
- 1999 — Лейтенант Хорнблауэр: Раки и лягушатники (ТВ) — адмирал Худ
- 1999 — Идеальный муж — Филиппс
- 2000 — Чмок, чмок, ба-бах
- 2000 — Двенадцатый четверг — Эдгар Баннистер
- 2000 — Второе зрение: Королевство слепого — Гарольд Кинг
- 2000 — Долгота — Джордж Грэм
- 2000 — Закон противоположностей — старый барон Блау
- 2000 — Десятое королевство — Уилфред Пип (3 эпизода)
- 2000 — Отель «Сплендид» — Мортон Бланш
- 2000 — The Thing About Vince Рэй (3 эпизода)
- 2000 — Лорна Дун (ТВ) — сэр Энсор Дун
- 2002 — Присяжные (ТВ мини-сериал) — Майкл Колчестер
- 2003 — Катастрофа — Генри Ламберт (1 эпизод)
- 2003 — История матери — Тутс
- 2003 — Марджери и Глэдис (ТВ) — Трой Гладвелл
- 2003 — Sweet Medicine (1 эпизод)
- 2003 — Life Beyond the Box: Norman Stanley Fletcher (ТВ)
- 2004 — Жизнь и смерть Питера Селлерса — Билл Селлерс
- 2004 — Красота (ТВ) — мистер Робинс
- 2004 — Жемчуг царицы Савской — Эдвард Претти
- 2005 —Злой умысел (ТВ) — Уиддикомб
- 2002—2005 — Разбивающая сердца (2 эпизода)
- 2006 — Care — Арчи
- 2007 — Смерть на похоронах — дядя Альфи
- 2007 — Мобильник (ТВ) — дедушка
- 2007 — Рождество на Ривьере (ТВ) — Глен
- 2008 — Чуть свет — в Кэндлфорд — преподобный Эллисон (2 эпизода)
- 2008 — Полиция Холби — Клэренс (1 эпизод)
- 2008 — Есть там кто-нибудь? — Боб
- 2011 — Доктор Мартин — Уильям Ньюкросс (1 эпизод)
- 2011—2015 — Игра престолов — мейстер Эйемон